# 얼굴 (2025년 영화)
"얼굴"(영어: The Ugly)은 2025년 개봉 예정인 대한민국의 미스터리 드라마 영화이다. 연상호가 감독과 각본을 맡았으며, 연상호 본인의 동명 그래픽노블이 영화의 원작이다.